# Kevin-Prince Boateng
Kevin-Prince Boateng (Berlim Ocidental, 6 de março de 1987) é um ex-futebolista alemão naturalizado ganês que atuava como meio-campista ou centroavante. Seu último clube foi o Hertha Berlim.

## Carreira

### Início
Formado nas categorias de base do Hertha Berlim, estreou em agosto de 2005, contra o Eintracht Frankfurt. Em 2006 foi eleito o melhor jogador jovem da Alemanha. No ano seguinte, 2007, transferiu-se para o Tottenham. Ficou no time londrino até janeiro de 2009, quando foi emprestado ao Borussia Dortmund.

### Portsmouth
Em maio de 2010, durante a final da Copa da Inglaterra contra o Chelsea, Boateng atingiu faltosamente o tornozelo direito do meio-campista Michael Ballack, no que para alguns foi um revide de um tapa na cara que levara minutos antes do mesmo adversário. Por conta da lesão, às vésperas da Copa do Mundo FIFA de 2010, o capitão e principal jogador da equipe alemã foi impedido de disputar o Mundial na África do Sul. Com isso, Jérôme Boateng, irmão de Kevin-Prince, foi um dos 23 alemães convocados pelo treinador Joachim Löw.

### Milan
Após ter seus direitos econômicos comprados pelo Genoa, Boateng foi emprestado ao Milan no dia 17 de agosto de 2010, por 6,5 milhões de euros. Dois anos depois, após boas atuações no início da Serie A de 2012–13, o meia foi um dos inscritos pelo treinador Massimiliano Allegri na Liga dos Campeões da UEFA. Depois de muitas apresentações ao antidoping durante a primeira metade da temporada, Boateng recuperou a forma e marcou seu primeiro gol da temporada no dia 2 de dezembro, em uma vitória por 3 a 1 sobre o Catania.
Em 3 de janeiro de 2013, durante um amistoso do Milan, Boateng sofreu insultos dos torcedores do Pro Patria aos 26 minutos do primeiro tempo. Após manifestações racistas, o meio-campista se irritou com os torcedores e chutou a bola na arquibancada e decidiu abandonar a partida. A partida foi disputada na pequena cidade de Busto Arsizio, na região da Lombardia. Após o cancelamento da partida, o Milan publicou em seu site uma nota lamentando pelos fatos ocorridos, fazendo questão de afirmar que grande parte dos torcedores que foram ao estádio teve um comportamento exemplar, com exceção do pequeno grupo de pessoas que causou os transtornos. Seu ex-companheiro de equipe Gennaro Gattuso afirmou acreditar que não houve racismo contra Boateng. No dia seguinte Boateng disse que se isso acontecer de novo não vai mais jogar. E marcou um gol contra o Barcelona no dia 20 de fevereiro, pela Liga dos Campeões da UEFA, abrindo 2 a 0 de vantagem para sua equipe na primeira partida.

### Schalke 04
No dia 30 de agosto de 2013, Boateng foi contratado pelo Schalke 04, onde recebeu a camisa de número nove. Em maio de 2015 foi suspenso da equipe juntamente com o meio-campista alemão Sidney Sam, por performances atléticas insatisfatórias, segundo o clube.

### Retorno ao Milan
Afastado do elenco do Schalke 04, retornou ao Milan em janeiro de 2016, onde atuou apenas um semestre.

### Las Palmas
Em 2 de agosto de 2016, o clube espanhol Las Palmas anunciou que havia chegado a um acordo com Boateng após a sua liberação do Milan. No mesmo dia, cerca de cinco mil torcedores acompanharam sua apresentação oficial.
No dia 16 de agosto de 2017, o Las Palmas anunciou que Boateng havia rescindido seu contrato com o clube, citando "razões pessoais irreversíveis" para tal decisão.

### Eintracht Frankfurt
Em 18 de agosto, Boateng transferiu-se para o Eintracht Frankfurt, assinando um contrato de três anos.

### Sassuolo
Foi anunciado pelo Sassuolo, da Itália, no dia 5 de julho de 2018.

### Empréstimo ao Barcelona
Em 21 de janeiro de 2019, Boateng assinou com o Barcelona com vínculo de empréstimo até o fim da temporada 2018–19, e valor de compra fixado em oito milhões de euros.

### Fiorentina
Já no dia 31 de julho de 2019, a Fiorentina o contratou em definitivo.

### Retorno ao Hertha Berlim
Acertou seu retorno ao Hertha Berlim no dia 24 de junho de 2021, assinando contrato até junho de 2022.
Em 23 de junho de 2022, Boateng renovou seu contrato com a equipe alemã até junho de 2023. Seis dias depois, o jogador declarou que se aposentaria após o fim do contrato.

## Seleção Nacional

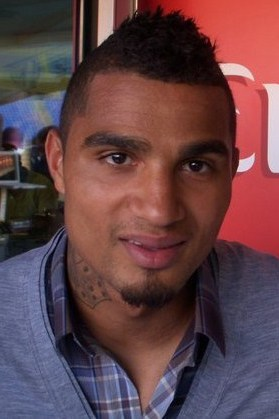
Boateng em 2011

Apesar de atuado nas categorias Sub-19, Sub-20 e Sub-21 da Seleção Alemã, Boateng optou por defender a Seleção Ganesa principal. Sua estreia ocorreu em 5 de junho de 2010, contra a Letônia, e foi convocado para a Copa do Mundo FIFA de 2010.
No dia 4 de novembro de 2011, aos 24 anos, Boateng chegou a anunciar sua aposentadoria da Seleção Ganesa. No entanto, o meia voltou atrás e continuou atuando pelas Estrelas Negras.
Convocado por James Kwesi Appiah para a Copa do Mundo FIFA de 2014, jogou as duas primeiras partidas da Seleção pelo Grupo G, na derrota por 2 a 1 para os Estados Unidos e no empate em 2 a 2 contra a Alemanha (onde enfrentou seu irmão). No entanto, antes da terceira partida do grupo, Boateng foi cortado da delegação, juntamente com o volante Sulley Muntari. Após o incidente, ambos os jogadores não voltaram a ser mais convocados.

## Vida pessoal
Filho do ganês Prince Boateng e da alemã Christine Rahn, é meio-irmão do também futebolista Jérôme Boateng, que atua como zagueiro. Foi casado com Jennifer entre 2007 e 2011 e o casal teve um filho, Jermaine. Convive com a modelo italiana Melissa Satta, com quem tem um filho nascido em 2014, chamado Maddox.

## Títulos
Tottenham
- Copa da Liga Inglesa: 2007–08

Milan
- Serie A: 2010–11
- Supercopa da Itália: 2011
- Troféu Luigi Berlusconi: 2011

Eintracht Frankfurt
- Copa da Alemanha: 2017–18[42]

Barcelona
- La Liga: 2018–19

### Prêmios individuais
- Medalha Fritz Walter Sub-18: 2005 (bronze)
- Medalha Fritz Walter Sub-19: 2006 (ouro)
- Equipe do ano da Serie A: 2010–11

### Artilharias
- Supercopa da Itália de 2011 (1 gol)